# Volledige gedaanteverwisseling

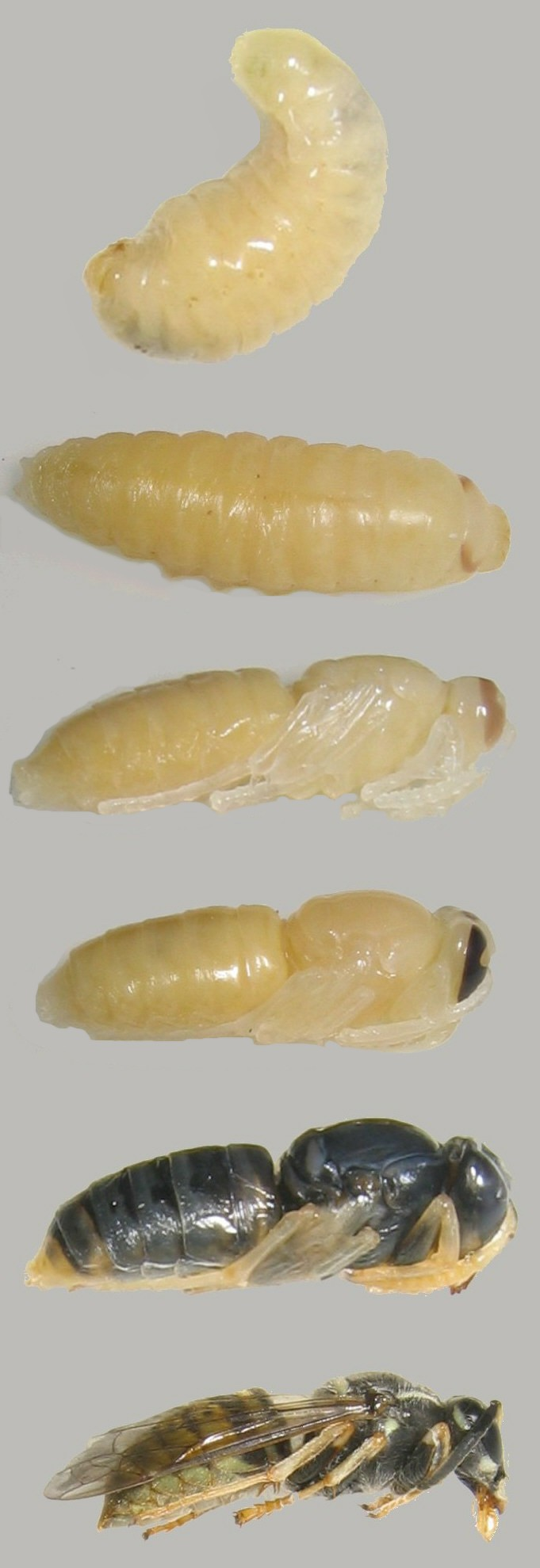
Gedaante-
verwisseling bij wespen

Volledige gedaanteverwisseling is een eigenschap van onder andere een aantal insectenorden. Insecten die een volledige gedaanteverwisseling doormaken heten ook wel holometabool en worden gerekend tot de Endopterygota. Het tegenovergestelde is onvolledige gedaanteverwisseling. In zeer uitzonderlijke gevallen komt volledige metamorfose ook voor bij andere dieren dan insecten, zoals bij sommige teken, die tot de spinachtigen behoren. 
Uit het ei komt een larve, die meestal niet op het volwassen insect lijkt en een andere levenswijze heeft, bijvoorbeeld ondergronds of onder water, versus vliegend. Veelal foerageren ze ook anders; volwassen insecten voeden zich soms helemaal niet meer.

## Voorbeeld
De leefwijze ondergaat evenzeer een metamorfose als het lichaam, bijvoorbeeld bij vleesvliegen die hun eieren leggen in dode dieren en mensen. De larven hebben ademhalingsopeningen (stigma's) die achteraan hun lijf zitten, waardoor ze 24 uur per dag rottend vlees kunnen eten. De poppen eten juist helemaal niet. Direct na het uitkomen als volwassen vlieg paren ze. Ze kunnen geen vast voedsel opnemen, maar nemen eiwitten op uit lichaamsvloeistoffen.
| Onvolledige gedaanteverwisseling |
| → eicel → bevruchting → zygote → groei en ontwikkeling → één of meer nimfenstadia → uitsluipen → → ( subimago ) → imago (volwassen insect) → geslachtelijke voortplanting → eicel → |

| Volledige gedaanteverwisseling |
| → eicel → bevruchting → zygote → groei en ontwikkeling → larve → verpopping → popstadium → ontpopping → → imago (volwassen insect) → geslachtelijke voortplanting → eicel → |

## Stadia
Na een aantal (minimaal drie, meestal vijf) vervellingen treedt er een popstadium op, waarin het dier een tijd in uitwendige rust verkeert, terwijl het inwendig in de pop een complete vormverandering doormaakt. Via het popstadium wordt een rups een vlinder, een made een vlieg of mug en een keverlarve (zoals een engerling, of ritnaald) een kever.
De imago (de volwassen vorm) zoekt een partner en plant zich voort. Bij veel insecten is de als larve doorgebrachte levensduur een veelvoud van die als volwassen insect. Een voorbeeld zijn de eendagsvliegen, die zelfs maar enkele uren tot dagen na de verpopping sterven, maar een jaar als larve onder water doorbrengen.

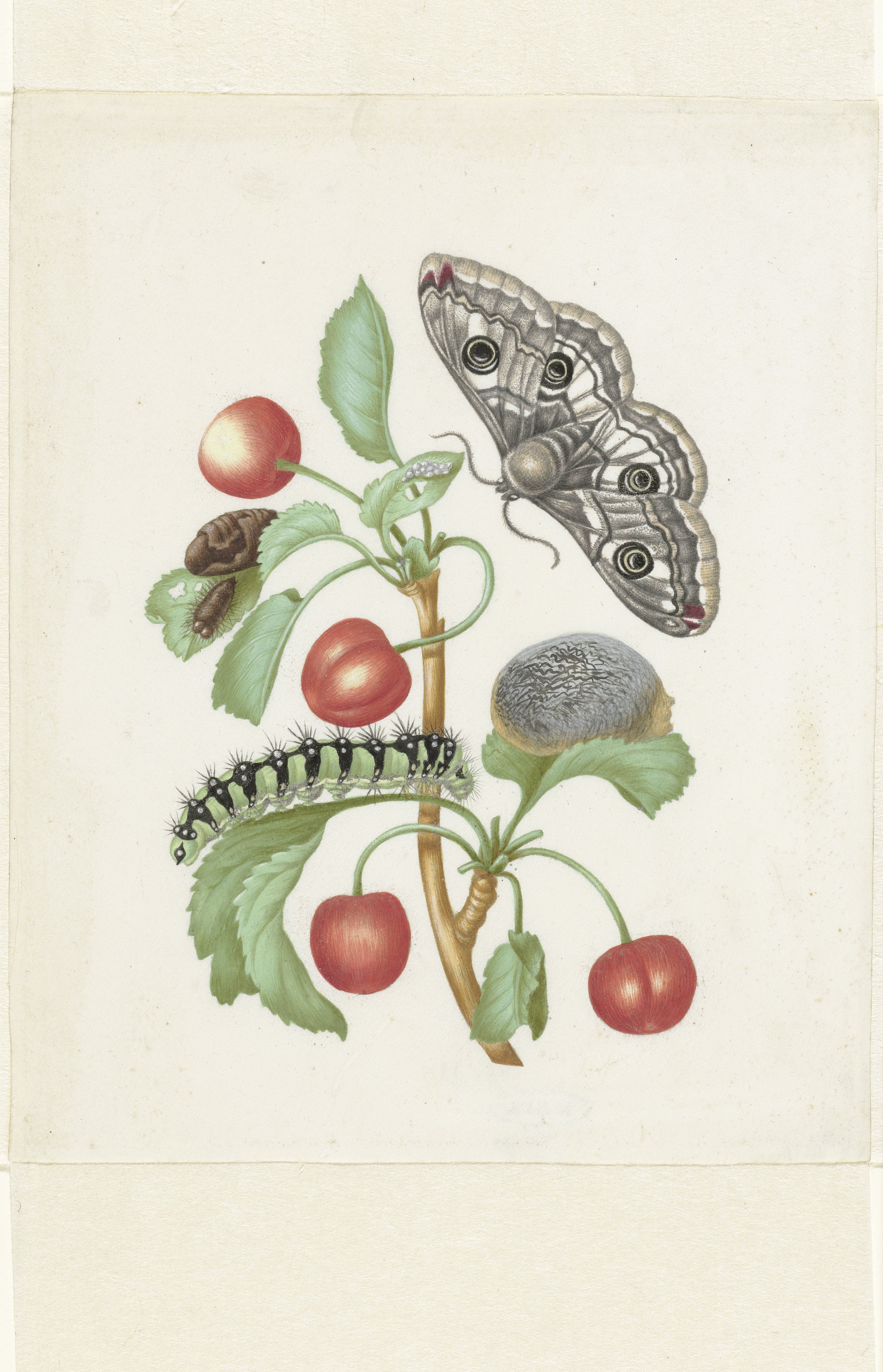
Stadia van een nachtpauwoog, in 1679 geschilderd door Maria Sibylla Merian